# دونالد بار
دونالد بار (بالإنجليزية: Donald Barr)‏ (8 أغسطس 1921، نيويورك في الولايات المتحدة - 5 فبراير 2004 في الولايات المتحدة)؛ أستاذ جامعي وروائي أمريكي.